# New Year Island (Territoire du Nord)
Pour les articles homonymes, voir Île du Nouvel-An.
New Year Island, en français : île du Nouvel-An, est une petite île de la mer d'Arafura relevant de la région de Darwin, dans le Territoire du Nord, en Australie. Elle est située au nord-est de l'île Croker, la principale île de l'archipel.